# Aristida divulsa
Aristida divulsa là một loài thực vật có hoa trong họ Hòa thảo. Loài này được Andersson mô tả khoa học đầu tiên năm 1854.